# Polynôme irréductible
Cet article court présente un sujet plus développé dans : Factorisation des polynômes, Arithmétique des polynômes et Primalité dans un anneau.
En algèbre, un polynôme irréductible à coefficients dans un anneau intègre est un polynôme qui n’est ni inversible, ni produit de deux polynômes non inversibles.

## Exemples
- Dans tout anneau intègre, les polynômes de degré 1 de la forme {\displaystyle aX+b} avec a et b premiers entre eux sont irréductibles ;
- Dans {\displaystyle \mathbb {C} [X]}, les polynômes irréductibles sont exactement les polynômes de degré 1 ;
- Dans {\displaystyle \mathbb {R} [X]}, les polynômes irréductibles sont les polynômes de degré 1 et les polynômes de degré 2 de discriminant strictement négatif.